# Mihail Kuzmics Jangel
Mihail Kuzmics Jangel (oroszul: Михаил Кузьмич Янгель; Zirjanova, 1911. november 7. – Moszkva, 1971. október 25.) orosz nemzetiségű szovjet mérnök, rakétatervező, akadémikus.

## Életpálya
Az Irkutszki kormányzóság Zirjanova falujában született 1911-ben sokgyerekes paraszti családba. Miután 1926-ban elvégezte az elemi iskola 6. osztályát, a Moszkvában élő bátyjához, Konsztantyinhoz utazott. Egy nyomdában helyezkedett el, mellette folytatta a tanulmányait. 1937-ben szerzett diplomát Moszkvában a Repülési Egyetemen. Tanulmányait befejezve a repülőgépiparban, dolgozott. Az ötvenes évektől a űrhajózási hordozórakéták főkonstruktőre volt. Híres repülőgép-tervezőkkel Polikarpov és Artyom Mikojan dolgozott. 1946–1948 között a Szovjetunió Repülőgépipari Minisztériumában dolgozott, ahol a repülőgépfejlesztések koordinálását végezte. 1950-ben került a Központi Gépgyártási Tudományos Kutatóintézethez (NII–88), ahol csoportvezető, majd Szergej Koroljov helyettese is volt. 1952–1953-ban Jangel volt az NII–88 főmérnöke és igazgatója. 1954-től az ukrajnai Dnyipropetrovszkban (ukránul: Дніпропетровськ, oroszul: Днепропетровск) önálló tervezőirodát, a Junozsnoje tervezőirodát (OKB–586) vezette. Az intézet feladata volt olyan interkontinentális ballisztikus rakétákat fejleszteni, amelyek atomrobbanófejjel ellátva képesek voltak csapást mérni ellenséges területre. Egyik úttörője volt a folyékony üzemanyagú rakéták alkalmazásának.

## Ballisztikus rakéták
- az R–12 Dvina (NATO-kódja: SS–4 Sandal) volt az első közepes hatótávolságú ballisztikus rakéta,
- az R–16 első generációs interkontinentális ballisztikus rakéta,
- az R–36 interkontinentális ballisztikus rakéta alkotta a szovjet stratégiai rakétacsapatok fegyverzetének gerincét.
- a Vertyikal az 1970-es, 1980-as években az Interkozmosz együttműködés keretében indított geofizikai rakétaszondák a Juzsnoje Tervezőirodában kifejlesztett és a Juzsmas (ma: Pivdenmas) vállalat által gyártott R–14U egyfokozatú, folyékony hajtóanyagú, közepes hatótávolságú ballisztikus rakétán alapult.

## Szakmai sikerek
- kétszer kapta meg a Szovjetunió Hőse kitüntetést,
- négyszer kapta meg a Lenin-rendet,
- 1967-ben Lenin Díjat kapott,
- több katonai és polgári kitüntetés tulajdonosa,
- több alkalommal alkalmazták nevét utcák, illetve metróállomás meghatározásánál,
- a Holdon krátert neveztek el róla,
- 1978-ban felfedezett 3039-es kisebb bolygó viseli a nevét.

## Kapcsolódó szócikk
- Nyegyelin-katasztrófa